# Olof Mårs
Olof Klas Petter Mårs, född 16 juni 1981 i Frösö församling, Östersund är en svensk före detta ishockeyspelare.
Mårs inledde sin spelarkarriär i moderklubben Östersunds IK innan han som 18-åring gick till Skellefteå AIK:s J20-lag, där han även fick chansen i a-laget i Hockeyallsvenskan under en match. Efter en säsong flyttade Mårs till USA och Billings-klubben Billings Bulls.
USA-sejouren varade bara en säsong och inför säsongen 2001/2002 gick Mårs till Tierps HK i Hockeyallsvenskan där han som förstaårssenior kom på en tredjeplats i den interna poängligan. Efter det blev det Division 1-klubben Borås HC innan Mårs skrev på för IF Troja-Ljungby. Detta blev starten för en femårig sejour i Ljungbyklubben, vilken innehöll både en degradering från Hockeyallsvenskan under säsongen 2004/2005 och ett avancemang tillbaka till densamma under säsongen 2007/2008.
Efter att ha gjort 46 poäng på 44 matcher under den allsvenska säsongen 2008/2009 värvades Mårs till Almtuna IS med beskrivningen "Han kan skapa ytor åt andra, stå framför mål och producera poäng. Han är rutinerad och vi tror att han kan bidra med mycket hos oss." Säsongen blev dock inte lika lyckad poängmässigt som den föregående och Mårs bytte då land då han skrev på för danska Odense Bulldogs. Efter att ha vunnit Odenses interna skytteliga förlängdes kontraktet med ytterligare ett år och man tog sig då till finalen i slutspelet, där man dock förlorade mot SønderjyskE.
Den 13 juni 2012 meddelade IF Björklöven att man skrivit ett tvåårskontrakt med Mårs. Efter att ha varit med att spelat upp och hållit kvar Björklöven i Hockeyallsvenskan meddelade Mårs den 4 juli 2014 att han avslutade sin spelarkarriär.

## Spelarstatistik
| 1998–99                  | Östersunds IK            | Div II                   | 1   | 0  | 0  | 0   | 0   | —  | — | —  | —  | —  |
| 1999–00                  | Skellefteå AIK           | J20 SuperElit            | 35  | 16 | 9  | 25  | 20  | —  | — | —  | —  | —  |
| 1999–00                  | Skellefteå AIK           | HA                       | 1   | 0  | 0  | 0   | 0   | —  | — | —  | —  | —  |
| 2000–01                  | Billings Bulls           | AWHL                     | 51  | 12 | 14 | 26  | 34  | —  | — | —  | —  | —  |
| 2001–02                  | Tierps HK                | HA                       | 46  | 8  | 6  | 14  | 24  | —  | — | —  | —  | —  |
| 2002–03                  | Borås HC                 | Div 1                    | —   | 24 | 18 | 42  | —   | —  | — | —  | —  | —  |
| 2003–04                  | Borås HC                 | Div 1                    | —   | 13 | 12 | 25  | —   | 10 | 2 | 1  | 3  | 16 |
| 2004–05                  | IF Troja-Ljungby         | HA                       | 42  | 7  | 6  | 13  | 24  | 10 | 7 | 1  | 8  | 4  |
| 2005–06                  | IF Troja-Ljungby         | Div 1                    | 35  | 15 | 21 | 36  | 59  | —  | — | —  | —  | —  |
| 2006–07                  | IF Troja-Ljungby         | Div 1                    | 26  | 26 | 23 | 49  | 28  | 2  | 1 | 0  | 1  | 0  |
| 2007–08                  | IF Troja-Ljungby         | Div 1                    | 37  | 27 | 22 | 49  | 82  | 8  | 5 | 4  | 9  | 2  |
| 2008–09                  | IF Troja-Ljungby         | HA                       | 44  | 24 | 22 | 46  | 22  | 2  | 0 | 1  | 1  | 2  |
| 2009–10                  | Almtuna IS               | HA                       | 50  | 3  | 11 | 14  | 14  | 10 | 0 | 1  | 1  | 2  |
| 2010–11                  | Odense Bulldogs          | Superisligaen            | 29  | 20 | 11 | 31  | 14  | —  | — | —  | —  | —  |
| 2011–12                  | Odense Bulldogs          | Superisligaen            | 33  | 16 | 23 | 39  | 20  | 15 | 2 | 11 | 13 | 10 |
| 2012–13                  | IF Björklöven            | Div 1                    | 36  | 19 | 23 | 42  | 14  | 12 | 5 | 2  | 7  | 2  |
| 2013–14                  | IF Björklöven            | HA                       | 42  | 15 | 12 | 27  | 24  | 10 | 2 | 1  | 3  | 2  |
| Hockeyallsvenskan totalt | Hockeyallsvenskan totalt | Hockeyallsvenskan totalt | 225 | 57 | 57 | 114 | 108 | 32 | 9 | 4  | 13 | 10 |